# Laphystia setosa
Laphystia setosa là một loài ruồi trong họ Asilidae. Laphystia setosa được Theodor miêu tả năm 1980. Loài này phân bố ở vùng Cổ Bắc giới và châu Á.